# Южно-Бруклинская железная дорога

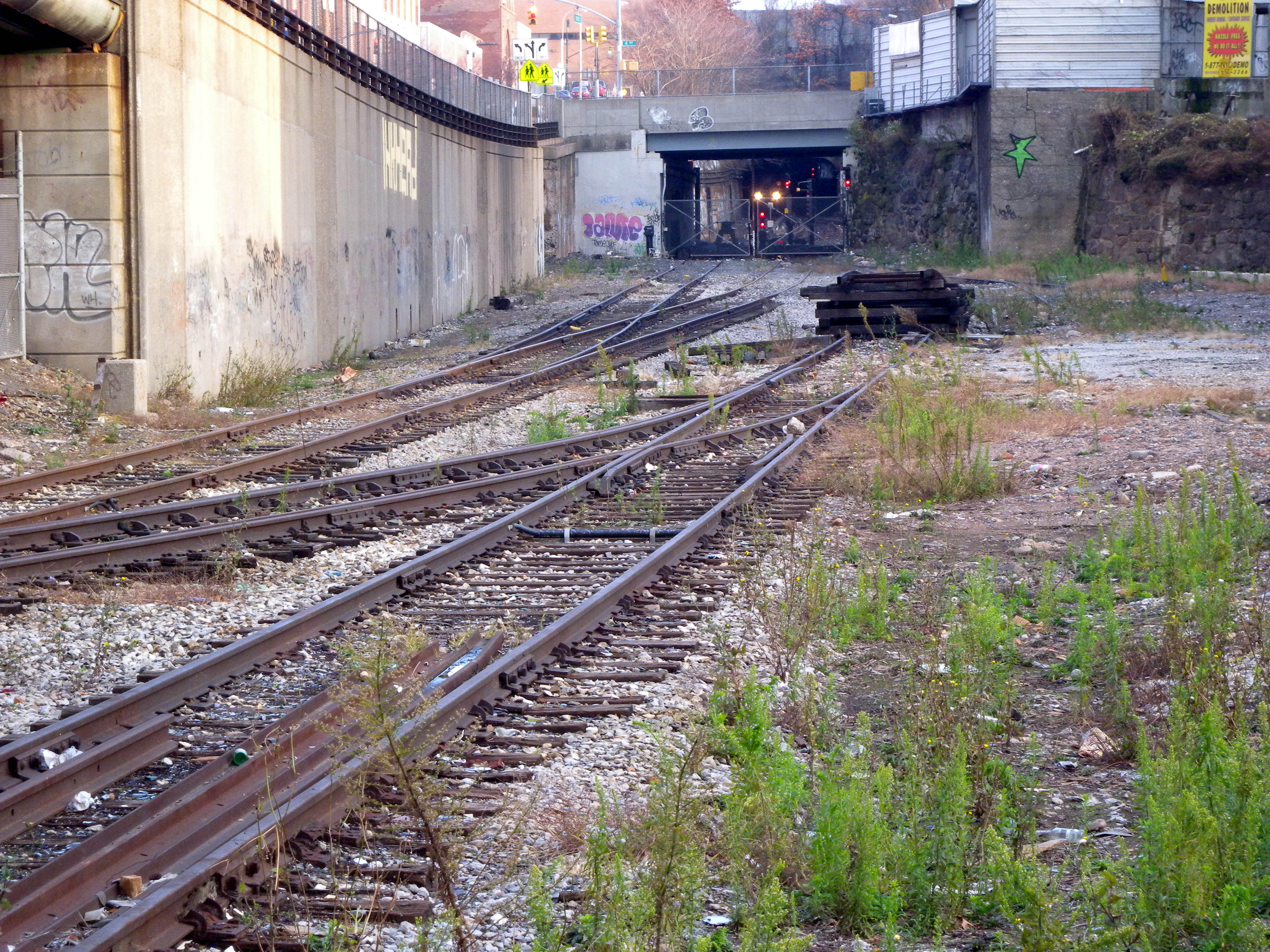

Южно-Бруклинская железная дорога — это железная дорога в Бруклине. Она принадлежит правительству города Нью-Йорка и управляется Транспортным управлением Нью Йорка. Её первоначальная главная линия проходила параллельно 38-й улице от Верхнего залива Нью-Йорка до Макдональд-авеню и на юг по Макдональд-авеню до метродепо «Кони-Айленд», в основном под бывшей эстакадной линией Калвер Нью-Йоркского метро.
Части первоначальной линии всё ещё существуют. Участок между станцией на Девятой авеню и 39-й улицей всё ещё открыт. Участок под линией Калвер заасфальтирован. Сегодня дорога проходит только от депо 36-38-й улицы на востоке до морского терминала Южного Бруклина на западе.

## Южно-Бруклинская железная дорога сегодня

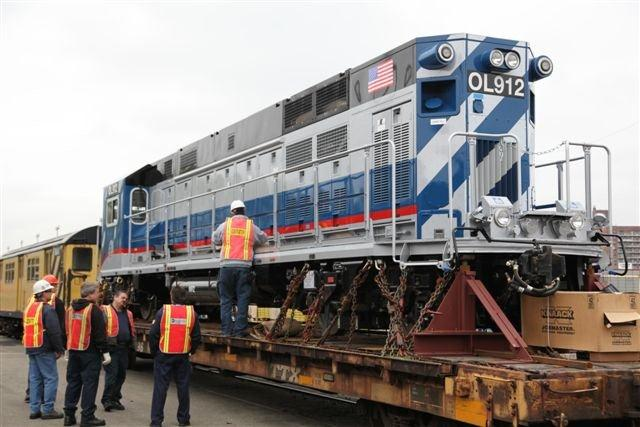
Основная функция Южно-Бруклинской железной дороги — периодическая доставка нового подвижного состава для метро, как например этот служебный тепловоз R156

Южно-Бруклинская железная дорога обеспечивает одно из двух соединений путей, гейтов между метро Нью-Йорка и остальной частью американской железнодорожной сети. Во время реконструкции путей метро на Вильямсбургском мосту в 1988 и 1999 годах эти соединительные (пути гейта) позволили поездам маршрутов J/Z, L и M, которые в тот период были изолированы от всего метрополитена, ездить в депо «Кони-Айленд» для выполнения капитальных и восстановительных ремонтов. Через другой гейт, находящийся у депо «Линден», поезда метро перезозили через ветку Бэй-Ридж железной дороги Лонг-Айленда к Бруклинскому армейскому терминалу.

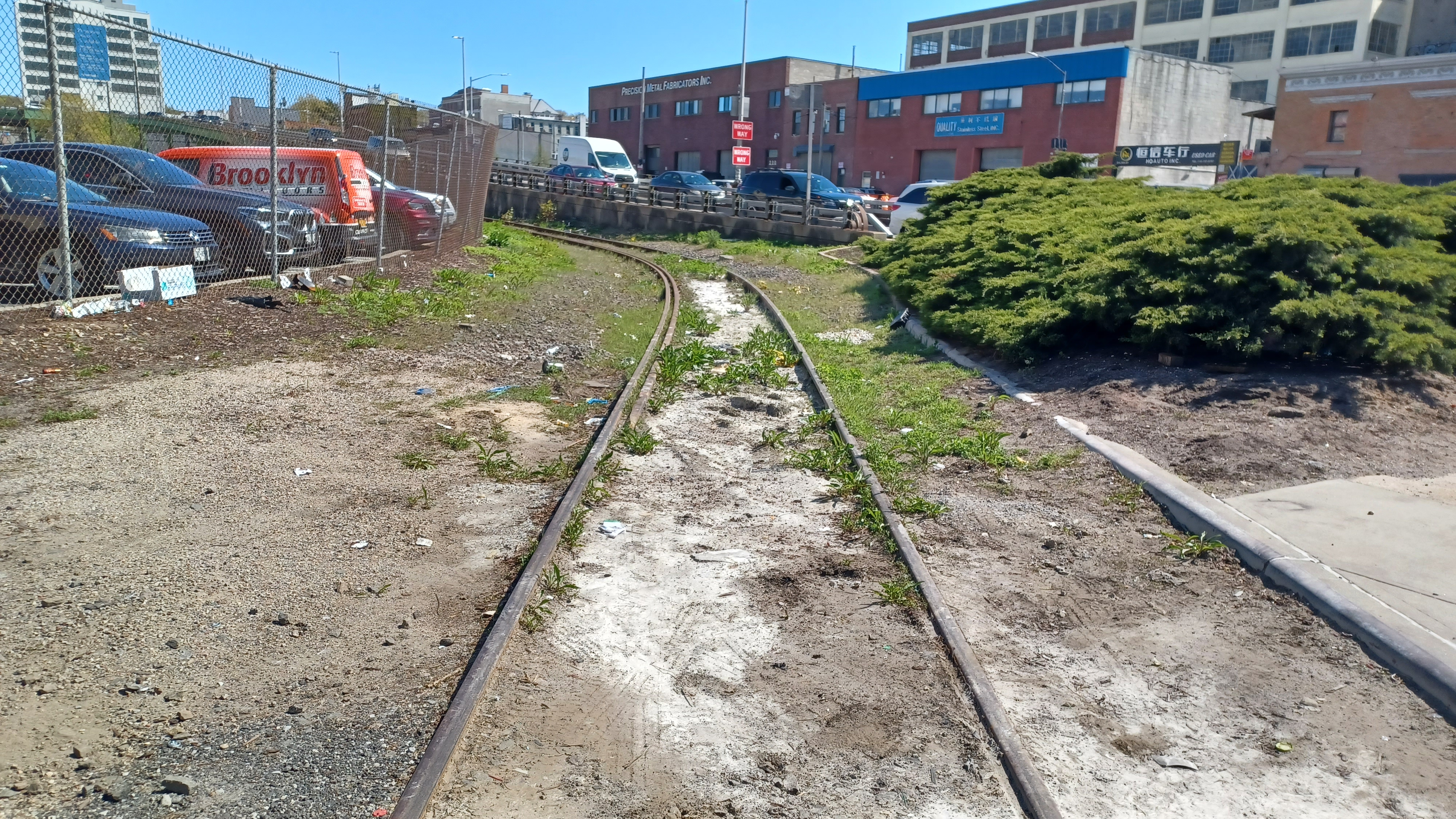
Рельсы Южно-Бруклинской железной дороги проходят в одной плоскости с проезжей частью

Оттуда по железной дороге Нью-Йорк-Кросс-Харбор, проходящей большей частью по мостовой Первой авеню в Бруклине, вагоны метро доставлялись на станцию перегрузки, находящуюся на Второй авеню. А оттуда Южно-Бруклинская железная дорога доставляла эти вагоны в депо «Кони-Айленд» через линию Уэст-Энд.
У Южно-Бруклинской железной дороги есть два локомотива, N1 и N2, пара дизелей GE 47T. Они также используются в метро, когда они не нужны Южно-Бруклинской железной дороге.

## Реестр локомотивов
| Номер машины | Модель машины        |
| ------------ | -------------------- |
| SBK N1       | GE 47T switcher      |
| SBK N2       | GE 47T switcher      |
| SBK 5        | Steeplecab           |
| SBK 6        | Steeplecab           |
| SBK 7        | Steeplecab           |
| SBK 9        | 65-ton Whitcomb      |
| SBK 12       | GE 70-ton switcher   |
| SBK 13       | GE 70-ton switcher   |
| SBK 9425     | Кузов вагонного типа |
| [ 1 ]        |                      |